# Brian Rasmussen
Brian Rasmussen (født 5. januar 1967) er en tidligere dansk landsholdsspiller i fodbold.
1. Fodboldspiller med boldberøring i FC København.

## Karriere
Brian Rasmussen spillede over to perioder 162 kampe for Vejle Boldklub og scorede 49 mål. 
I 1992 spillede han for nystiftede FC København, med hvem han blev dansk mester i 1992/1993. Rasmussen scorede tre mål i ti kampe for FCK. I 1991-1992 spillede han 22 kampe for B1903 og scorede 9 mål.
Brian Rasmussen opnåede 3 kampe på Danmarks A-landshold. 
Fra 1. januar 2018 er han ansat som cheftræner i danmarksserieklubben Hedensted IF. 

## Ungdomsfodbold
Brian Rasmussen blev dansk mester med Fredericia KFUM`s Drenge Mester i 1980, dansk mester med Vejle Boldklubs Junior DM i 1984, hvor han scorede 30 mål i 24 kampe og dansk mester med Vejle Boldklubs U21 i 1987.
I dag er Rasmussen ungdomstræner i Vejle Boldklub.